# Аллегра, Габриэле
Габриэле Мария Аллегра (итал. Gabriele Allegra; 26 декабря 1907, Сан-Джованни-ла-Пунта, Сицилия — 26 января 1976, Гонконг) — итальянский священник-францисканец, библеист, переводчик Библии, лингвист, социолог, философ, блаженный Католической Церкви. Известен тем, что он впервые перевёл все книги Библии для китайской Римско-Католической Церкви.

## Биография
Родился в сицилийской провинции Катании. В 1930 году был рукоположён во священники в францисканском ордене Братьев Меньших в Бронте (Италия). В 1926—1930 годах обучался в Папском Антонианском университете в Риме. Во время учёбы решил перевести Библию на китайский язык.
Миссионер в Китае. В 1931—1940 годах работал в миссиях в Хэнъяне, где начал переводить Библию. В 1941 году, после короткого пребывания и окончания некоторых библейских курсов в Италии, вернулся в Китай через Японию, где встретился с теологом П. Тейяр де Шарденом. В 1944 году закончил перевод Ветхого Завета. В 1945 году в Пекине он основал факультет Библейских наук и археологии «Studium Biblicum Franciscanum», который позже по политическим мотивам был переведен в Гонконг. Из-за военных действий переехал в Гонконг, где и оставался вплоть до своей смерти, наступившей в 1976 году, самоотверженно посвящая себя помощи бедным, прокажённым и больным. В 1960—1963 годах был префектом института социологических исследований в Сингапуре.
Много путешествовал, читая лекции и проводя занятия в различных университетах: в Studium Biblicum Franciscanum в Иерусалиме, университетах Оксфорда, Мюнхена, Палермо, Цзюлуна, Макао, Кобе, Тайваня, Нью-Йорка, в Южной Корее. Отец Аллегра владел 11 языками.
Умер в Гонконге.
В 2002 году в присутствии Папы Иоанна Павла II был утверждён документ об аутентичности чуда, совершенного благодаря заступничеству Габриэля Марии Аллегры. 29 сентября 2012 года в базилике собора Марии Сантиссима Аннунциата в Ачиреале в Италии состоялась беатификация отца Габриэля Аллегра.
Он двадцать шесть лет своей жизни работал над верным переводом Библии, приводя его к самому близкому и удачному. Часто, чтобы найти точное толкование слова, ему требовались несколько дней кропотливых исследований.
О переводческой деятельности отца Аллегры рассказала президент общественной организации «Therasia Onlus» синолог Моника Романо:

«В 30-х годах прошлого века китайские католики не имели полной версии Священного Писания. Разрознённые католические переводы Нового Завета были в значительной мере основаны на древних латинских версиях, таких как Вульгата, или же на переводах с других языков, — но не с греческого. Аллегра занимался тем, что он сам называл „делом всей своей жизни“: то есть „дать Христа Китаю, а Китай — Христу“. Верующие очень полюбили его красивый и тщательный перевод. Со временем были осуществлены и другие переводы, но работа отца Аллегры является наиболее популярной среди католиков и наиболее авторитетной».